# Conservatorio

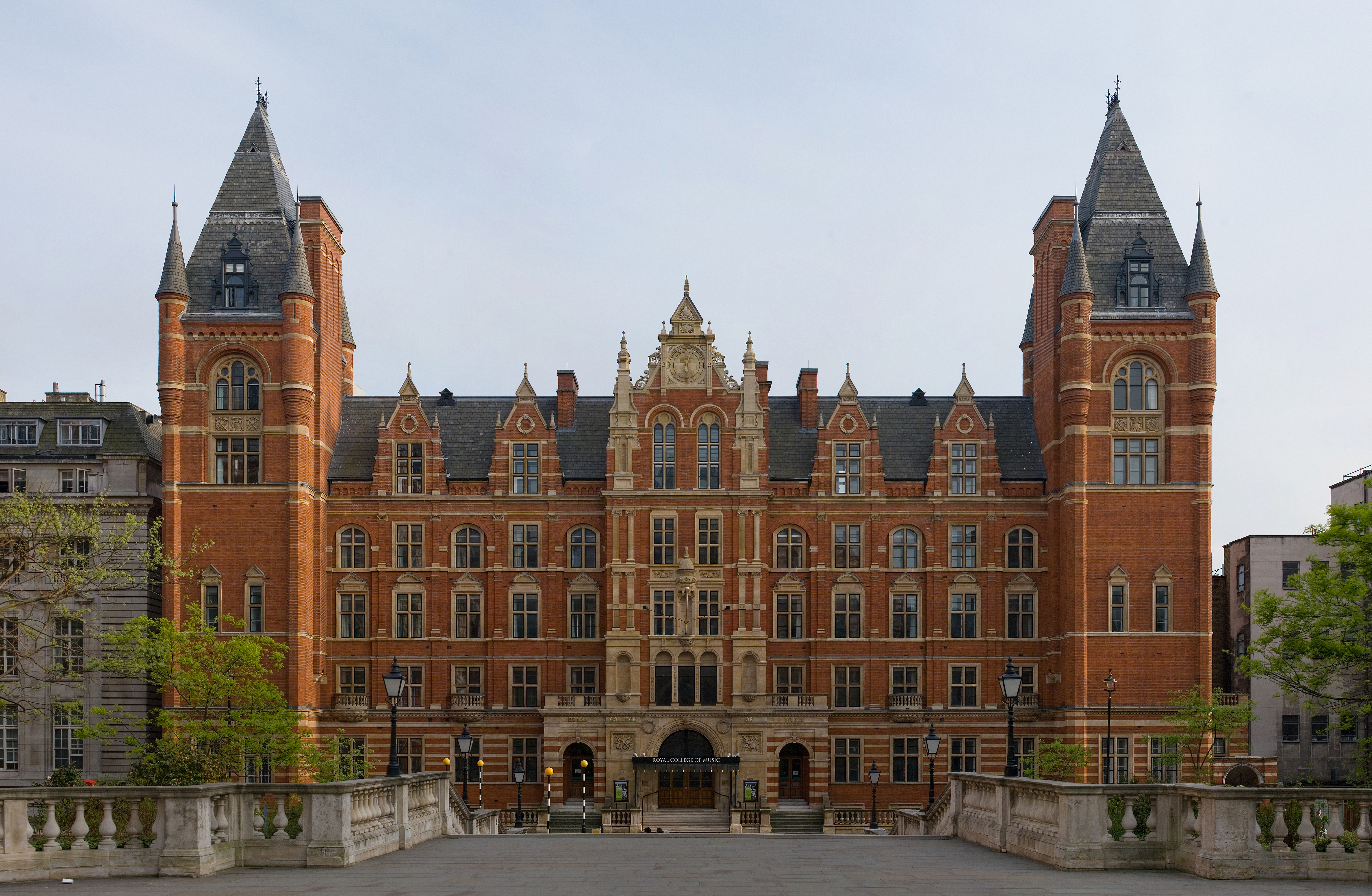
Royal College of Music, Londres.

Un conservatorio (del lat. conservatorĭus) es un centro educativo en el que se imparten clases relacionadas con las artes: clases de música, tanto instrumental como vocal —clases de canto—, de danza y de declamación. 
El término «conservatorio» procede de la costumbre, muy extendida en los siglos XIV y XV en instituciones de hospitalidad y asistencia, de iniciar y educar en un oficio (incluida la música) a huérfanos, niños expósitos, niños pobres o jóvenes doncellas de familias nobles en decadencia. Estas instituciones se conocían, según la época y el lugar, como asilos, hospicios, hospitales, orfanatos de piedad pública o, incluso, «conservatorios».
En España los conservatorios son lo que denominamos "centros de Enseñanza de Régimen Especial", donde se imparte una enseñanza reglada, estricta, oficial y no obligatoria, con la obtención de un título al finalizar cada etapa; la titulación obtenida al cursar la carrera completa es equivalente a un título universitario de grado, incluido en el nivel 2 del Marco Español de Cualificaciones para la Educación Superior, según el artículo 53.3 de la LOE (Ley Orgánica de Educación). Los conservatorios españoles son, por lo general, públicos, con excepción de unos pocos, algunos de ellos muy conocidos como El Liceo en Barcelona. Conviven con las escuelas de música y danza, que suelen tener gestión municipal o privada.

## Antecedentes
La teoría musical occidental tiene sus orígenes en Grecia, donde tenía una gran presencia en todo tipo de acontecimientos religiosos y sociales. La enseñanza de la música y la presencia de ésta en la educación fue un tema recurrente en los escritos de los filósofos griegos. Fueron muchas y variadas las escuelas que enseñaban música, como la "Casa de las servidoras de las Musas", fundada por Safo.
La schola cantorum (coro papal) de Roma puede ser la primera escuela de música de la que se tiene constancia, cuando Gregorio Magno (540-604) convirtió en permanente un gremio ya existente que databa del siglo IV (schola se refería originalmente más a un gremio que a una escuela). La escuela estaba formada por monjes, clérigos seculares y niños. La escuela de la catedral de Wells, Inglaterra, fundada como escuela catedralicia en el año 909 para educar a los coristas, continúa hoy en día educando a coristas y enseñando a instrumentistas.
A lo largo de la historia la enseñanza de la música se ha llevado a cabo en lugares y ámbitos diversos: en los monasterios y catedrales, con una función eminentemente litúrgica, durante la Edad Media; a partir del Renacimiento, también en palacios, colegios e incluso en casas particulares de la burguesía en los períodos clásico y romántico. Un ejemplo es el Colegio Real de Santa Bárbara de Niños Músicos en Madrid, también conocido como "Casa de los capones", fundado por Felipe II en 1590, y suprimido en 1835, pasando la formación musical al ámbito del conservatorio, fundado cinco años antes.

## Historia

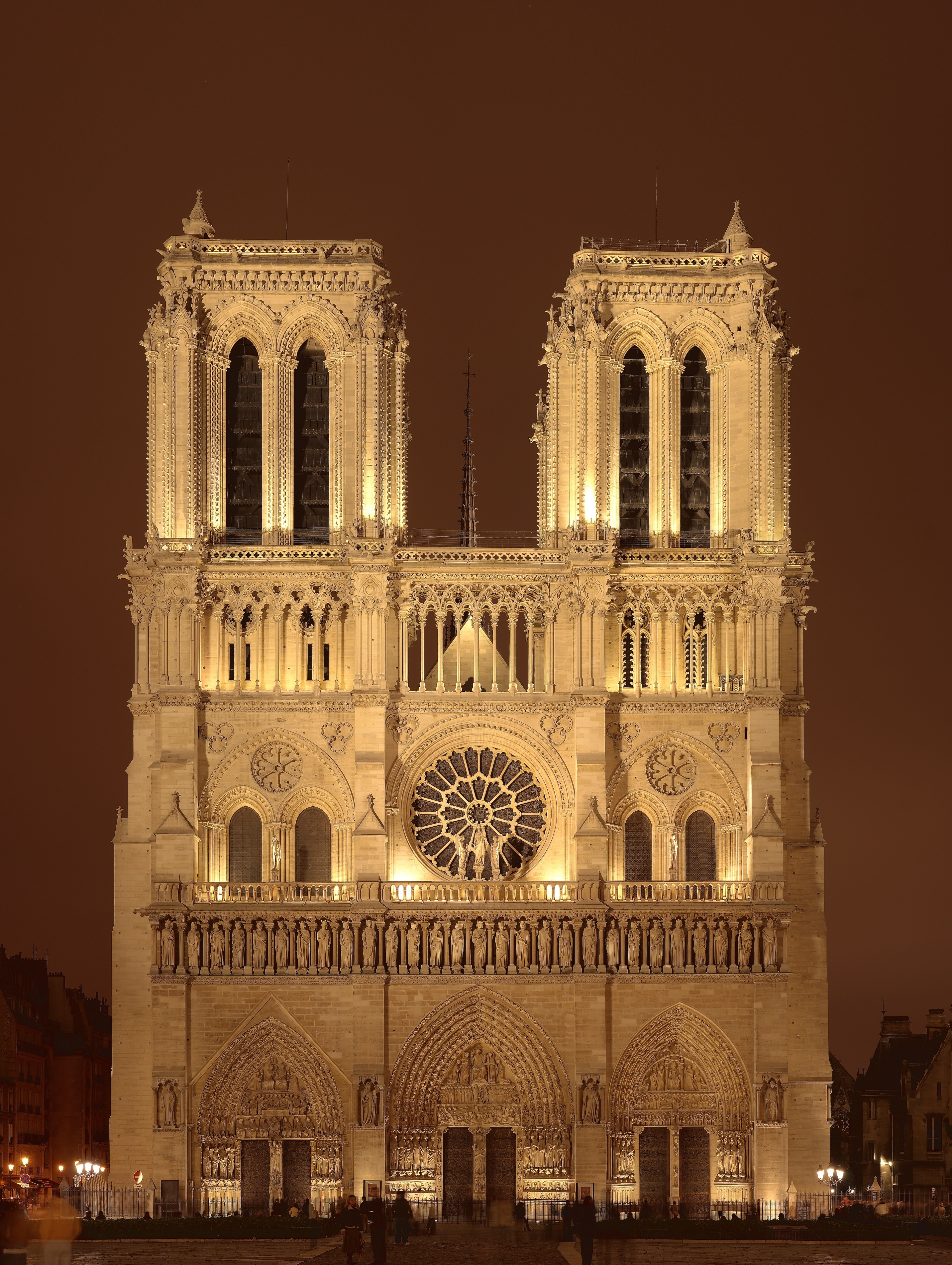
En torno a Notre-Dame de París, la escuela de Notre-Dame fue un importante centro de música polifónica.

Aunque la música en general y la educación musical pueden existir desde hace miles de años, la historia más antigua es especulativa. Incluso cuando se empieza a registrar la historia, la música se menciona con más frecuencia que la educación musical. Dentro de la tradición bíblica, la letanía hebrea se acompañaba con rica música, pero la Torá o Pentateuco guardaba silencio sobre la práctica e instrucción de la música en la vida primitiva de Israel. Sin embargo, hacia I Samuel 10, Alfred Sendrey sugiere que encontramos «un repentino e inexplicable surgimiento de grandes coros y orquestas, formados por grupos musicales minuciosamente organizados y entrenados, lo que sería prácticamente inconcebible sin una larga y metódica preparación». Esto ha llevado a algunos estudiosos a creer que el profeta Samuel era el patriarca de una escuela que no sólo enseñaba a profetas y hombres santos, sino también a músicos de rito sagrado.
La Schola Cantorum (coro papal) de Roma puede ser la primera escuela de música de la que se tiene constancia en la historia, cuando Gregorio Magno (540-604) convirtió en permanente un gremio ya existente que databa del siglo IV (schola se refería originalmente más a un gremio que a una escuela). La escuela estaba formada por monjes, clérigos seculares y niños. Escuela de la Catedral de Wells, Inglaterra fundada como Escuela de la Catedral en el año 909 d. C. para educar a los coristas, continúa hoy educando a los coristas y enseña a los instrumentistas.
La Escuela de San Marcial, siglos X-XII, fue una importante escuela de composición de la Abadía de San Marcial, Limoges. Es conocida por la composición de tropos, secuencias y los primeros organum. En este sentido, fue un importante precursor de la Escuela de Notre Dame. La escuela de Notre Dame (finales del siglo XII y principios del XIII) desarrolló el repertorio más temprano de música polifónica que alcanzó difusión internacional. Los primeros registros sobre la Escolanía de Montserrat española, un coro de niños vinculado a una escuela de música, datan de 1307.

### Renacimiento
La Accademia Nazionale di Santa Cecilia (Academia Nacional de Santa Cecilia) es una de las instituciones musicales más antiguas del mundo, con sede en Italia. Tiene su sede en el Auditorium Parco della Musica de Roma, y fue fundada por la bula papal Ratione congruit, emitida por Sixto V en 1585, que invocaba a dos santos destacados en la historia musical occidental: Gregorio Magno, que da nombre al canto gregoriano, y Santa Cecilia, patrona de la música. Se fundó como una «congregación» o «cofradía» -un gremio religioso, por así decirlo- y, a lo largo de los siglos, ha pasado de ser un foro para músicos y compositores locales a una academia de renombre internacional activa en el campo de la erudición musical (con 100 destacados estudiosos de la música que forman el cuerpo de la Accademia), la educación musical (en su papel de conservatorio) y la interpretación (con un activo coro y una orquesta sinfónica).
El término conservatorio tiene su origen en la Italia renacentista del siglo XVI. Italia, donde los orfanatos (conservatori) dependían de hospitales. Los huérfanos (conservati 'salvados') recibían allí una educación musical, y el término se aplicó gradualmente a las escuelas de música. Estos hospitales-conservatorios fueron de las primeras instituciones laicas equipadas para la formación práctica en música. En el siglo XVIII, los conservatorios italianos ya desempeñaban un papel importante en la formación de artistas y compositores.

### Siglos XVI-XVIII
En la ciudad de Nápoles, un conservatorio era estrictamente un lugar laico de enseñanza y aprendizaje especializado en educación musical. Ya existían cuatro conservatorios en Nápoles activos en los siglos XVI y XVIII: 
- I poveri di Gesù Cristo ('Los pobres de Jesucristo'), fundado en 1599 por Marcello Fossataro, ya incluía en su registro oficial un magister musicæ y un magister lyræ en 1633;
- Santa Maria di Loreto fue fundada en 1535, donde estudió el compositor Giovan Battista Pergolesi (1710-1736);
- La pietà dei turchini fue fundada en 1583 y los primeros hallazgos sugieren actividad musical hacia el año 1615;
- Sant'Onofrio a porta Capuana fue fundado en 1578, fue el primer conservatorio del mundo. Aquí estudió y luego enseñó el compositor Giovanni Paisiello (1740-1816), comenzó a enseñar música a mediados de 1600 y en las décadas siguientes dará más prioridad a la ópera buffa;
- además de una sólo para niñas llamada dell'Annunziata.[14]

Precisamente en estas instituciones se desarrolló la llamada Scuola Musicale Napoletana', gracias a la labor de músicos y pedagogos como Alessandro Scarlatti (1660-1725) y Francesco Durante (1684-1755), que también fue maestro de Pergolesi y Paisiello.
El Conservatorio de Palermo fue fundado por el virrey De Castro en 1617; la enseñanza de la música se introdujo en él muchas décadas después, con lecciones de canto coral y violín.

### Siglos XVIII-XIX
El ejemplo de Nápoles, donde la admisión se hacía por oposición y la matrícula era gratuita, fue luego copiado, con modificaciones, en muchas ciudades europeas, como el París (1795), el Bolonia (1804), el Milán (1807), Varsovia (1810), Florencia y Praga (1811), Viena (1821), Londres (1822), La Haya (1826), Lieja (1827); un poco más tarde, los hermanos Rubinstein fundaron dos conservatorios en Rusia: Anton en el San Petersburgo (1862) y Nikolai en el Moscú (1866). En la segunda mitad del siglo XIX, la red se extendió a América: Río de Janeiro (1847), Boston (1853), Baltimore y Chicago (1868), La Habana (1885) y Buenos Aires (1893). En la década de 1940 se organizaron centros de formación musical avanzada en varios países asiáticos y africanos, como Iraq, Líbano y Kenia.
En este sentido, proyectos como El Sistema se ajustan más a la tradición establecida en Italia (donde la matrícula en los conservatorios sigue siendo gratuita) que en un país anglófono, donde los estudiantes tienen un acceso muy selectivo a las becas (véase la Royal Academy of Music o el Royal College of Music en el Reino Unido).

### España
El conservatorio más antiguo de España, y uno de los más antiguos de Europa, es el Real Conservatorio Superior de Música de Madrid, que fue fundado el 16 de julio de 1830 por la reina María Cristina, última esposa del rey Fernando VII.

## Competencias educativas en España y ley educativa en vigor
En España las comunidades autónomas tienen competencias educativas, lo que significa que tiene potestad para la ordenación del currículo de las enseñanzas mediante Decretos y Órdenes, a partir de las directrices marcadas por la ley educativa y los Reales Decretos publicados en BOE, donde fija las enseñanzas mínimas y horarios mínimos comunes. Esta "descentralización educativa" se produjo entre 1980 y 2000.
Las características de la enseñanza de la música en España cambia con los cambios legislativos,  es por ello que es importante saber que la ley educativa en vigor, en el ámbito de los conservatorios en España a día de hoy (3 de abril de 2018) es la Ley Orgánica 2/2006, de 3 de mayo, de Educación (LOE). Es posible que con un futuro cambio de ley, las características que expliquemos a continuación cambien.

## Organización de la enseñanza de música en España

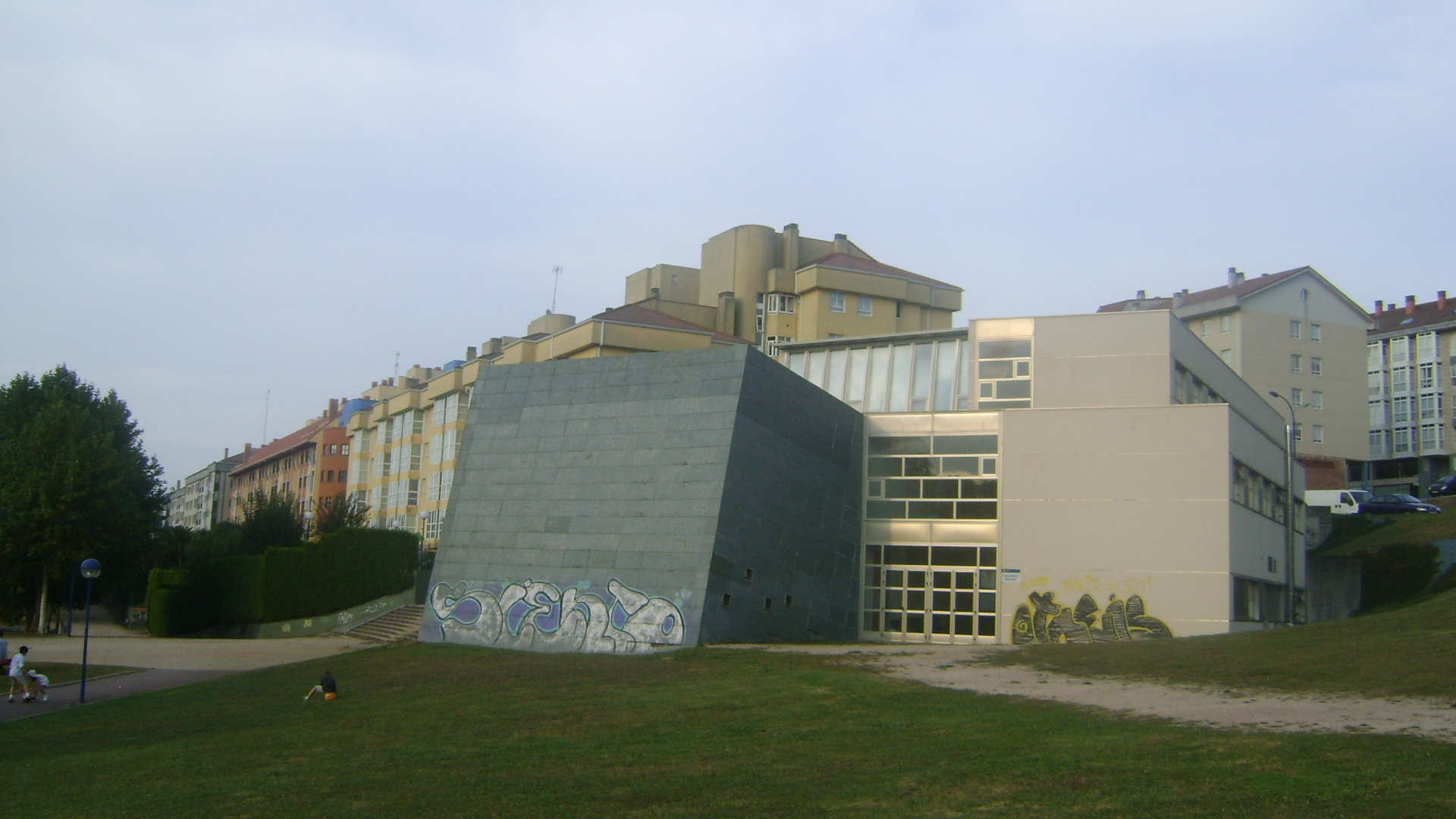
Conservatorio de música de Culleredo, España.

Las especialidades instrumentales ofertadas son: acordeón, arpa, canto, clarinete, clave, contrabajo, fagot, flauta de pico, flauta travesera, gaita, guitarra, Instrumentos de púa, oboe, percusión, piano, saxofón, trombón, trompa, trompeta, tuba, txistu, viola, viola da gamba, violín, violonchelo.
Puede haber una diferencia de oferta entre diferentes comunidades autónomas.
El Ministerio de Educación y Ciencia establece tres etapas, tanto en la enseñanza de la música como en la de danza:
Las Enseñanzas Elementales: Cuatro años organizados en dos ciclos de dos cursos cada uno. Se accede al primer curso con una edad mínima de ocho años, o cumpliendo ocho años durante el año natural en el que comienza este primer curso. Para acceder a estas enseñanzas se realiza una prueba de aptitud, que ordena al alumnado por nota según las capacidades apreciadas en dicha prueba dentro de cada franja de edad: primero todos los alumnos/as de ocho años, después los de nueve, y así sucesivamente. Este orden será el que se impondrá a la hora de acceder a una de las plazas ofertadas y de elegir instrumento.
Las Enseñanzas Profesionales: Seis cursos. Se ofertan nuevas especialidades como canto, órgano, clave y viola da gamba. Se accede tras superar una prueba de acceso en la que se mide el nivel instrumental y de lenguaje musical en sus cuatro destrezas: ritmo, entonación, teoría y dictado. No es necesario haber cursado las Enseñanzas Elementales para poder acceder a las Profesionales siempre que se pase esta prueba. 
Las Enseñanzas Superiores: Cuatro cursos. Aparecen nuevas especialidades no instrumentales, como composición, dirección de orquesta, musicología o pedagogía del lenguaje musical, y otras instrumentales más específicas como guitarra flamenca o instrumentos de púa. Se accede tras superar una prueba de acceso que tendrá diferentes características: composición tendrá prueba de escribir, de lectura a primera dependiendo de la especialidad a la que se opte; una especialidad instrumental tendrá una prueba interpretativa, lectura a primera vista y análisis, mientras las especialidades no instrumentales tienen, además, pruebas específicas: ejercicios de escritura y presentación y defensa de obras propias en el caso de composición, dictado musical y dirección en el caso de dirección de orquesta, etc.
No es necesario haber cursado previamente las etapas anteriores para poder presentarse a la prueba de acceso a Enseñanzas Superiores; en caso de no estar en posesión del título de Enseñanzas Profesionales, habrá de hacer una prueba en la que se evalúe el nivel en destrezas que deben haberse superado en la etapa anterior. Es necesario tener una edad mínima de 18 años y estar en posesión del título de Bachiller, siendo posible acceder sin el título superando una prueba de madurez para mayores de 19 años diseñada para tal fin. Sin embargo, este título es necesario para la obtención del título Superior de música, por lo que deberá obtenerse antes de terminar las Enseñanzas superiores y solicitar la titulación. 
También es posible acceder a cursos diferentes de primero en cada una de las tres etapas descritas mediante pruebas de nivel, siempre que los centros oferten plazas en estos cursos, lo que suele ocurrir en la convocatoria de septiembre.

## Estudios complementarios
Además de la música clásica, en algunos conservatorios se puede estudiar flamenco, jazz, informática musical y practicar con los instrumentos de música comercial y cinematográfica.